# Helianthus paradoxus
Helianthus paradoxus es una planta de la familia Asteraceae, se encuentra únicamente en el oeste de Texas y de Nuevo México; es considerada una especie en riesgo. H. paradoxus es un híbrido estable de H. annuus, el girasol común, y H. petiolaris, y es más tolerante a la sal que otras especies del género. H. paradoxus aparece en áreas  salitrosas, con niveles de 10 a 40 partes por mil. Debido a esta habilidad de sobrevivir a esta salinidad, H. paradoxus es considerada una halófita.